# Comuna Mala Șkarivka, Polonne
Mala Șkarivka (în ucraineană Мала Шкарівка) este o comună în raionul Polonne, regiunea Hmelnîțkîi, Ucraina, formată din satele Mala Șkarivka (reședința) și Moskvîteanivka.

## Demografie
Componența lingvistică a comunei Mala Șkarivka
     Ucraineană (99,49%)
     Alte limbi (0,51%)
Conform recensământului din 2001, majoritatea populației comunei Mala Șkarivka era vorbitoare de ucraineană (99,49%), existând în minoritate și vorbitori de alte limbi.